# Louis-Lucien Klotz

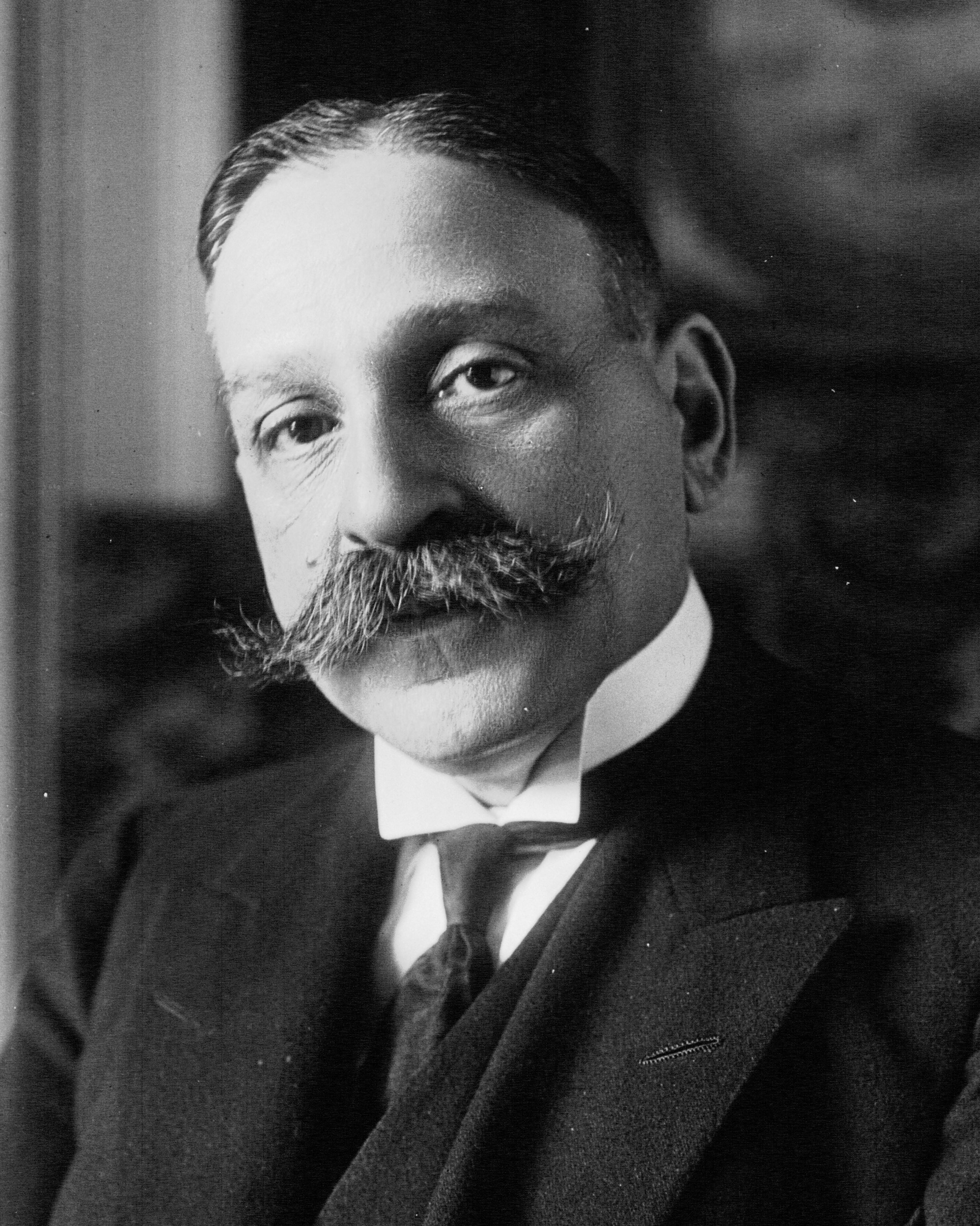
Louis-Lucien Klotz (1917)

Louis-Lucien Klotz (* 11. Januar 1868 in Paris; † 15. Juni 1930 ebenda) war ein französischer Journalist und Politiker.

## Leben
Klotz war von jüdischer Herkunft mit Wurzeln im Elsass. Zunächst Anwalt in Paris, gründete er 1888 die Zeitschrift La Vie Franco-Russe, um für eine franko-russische Allianz zu werben. 1892 wurde er Chefredakteur des Le Voltaire und setzte sich gegen die Politik von Jules Ferry ein. 1895 gründete er Le Français quotidien, eine patriotische Zeitschrift, in der Voltaire aufging.
Im Zuge der allgemeinen Wahlen von 1898 wurde Klotz zum Abgeordneten in der Abgeordnetenkammer gewählt und schloss sich den Radikalsozialisten an. Er blieb Abgeordneter bis 1925 und wurde anschließend für drei Jahre Senator. Er war ein aktiver Abgeordneter; so forderte er 1899 eine strenge Regulierung der Frauen- und Kinderarbeit, 1900 die Einrichtung von Landwirtschaftskammern in den Departements, eine progressive Erbschaftssteuer und eine Reform des Hypothekensystems, 1901 die Einführung des Listenwahlrechts und 1904 den Aufkauf der Eisenbahnnetze im Westen und Süden. Er stimmte für die Gesetze von 1901 und 1904 über religiöse Kongregationen (Ordensinstitute). Er war auch Berichterstatter für den Haushalt. Im Palais du Luxembourg (Senat), wo er der Fraktion der Demokratischen Linken angehörte, widmete er den Großteil seiner Tätigkeit einem wichtigen Bericht über die allgemeine Organisation der Nation in Kriegszeiten, den er am 9. Februar 1928 in der Sitzung vorstellte.
Während seiner Abgeordnetenzeit hatte er mehrere wichtige Ministerposten inne: Er war mehrmals Finanzminister sowie Innenminister. 1918/1919 trat er in seiner Funktion als Finanzminister bei den Verhandlungen über Deutschlands Reparationsverpflichtungen auf unter der Devise „Le Boche paiera!“ („Der Boche wird bezahlen!“).
1929 wurde Klotz wegen Scheckbetrugs zu zwei Jahren Haft verurteilt, starb aber bereits ein Jahr später. Seine Familie verlor dabei einen Großteil ihres Besitzes, so ihr Hotel in der Rue de Tilsitt 9.